# 矢野伊吉
矢野 伊吉（やの いきち、1911年5月11日 - 1983年3月18日）は、日本の裁判官、弁護士。財田川事件弁護人。

## 来歴・人物
香川県三豊郡和田村（現 観音寺市豊浜町）出身。旧制香川県立三豊中学校、経理事務講習所（東京商科大学内に設置）卒業。
経理事務講習所を卒業後、広島高等工業学校に就職。昼間は会計課職員として勤務しながら、夜は独学で法律の勉学に励み、1937年（昭和12年）高等文官試験司法科合格。1939年（昭和14年）朝鮮総督府平壌地方法院判事に任官。
1946年（昭和21年）釧路地方裁判所網走支部判事、1947年（昭和22年）松山地方裁判所西条支部判事、1953年（昭和28年）松山地方裁判所判事、1967年（昭和42年）高松地方裁判所丸亀支部長判事を務めた。
1969年（昭和44年）高松地方裁判所丸亀支部長判事在任時に、財田川事件の谷口繁義死刑囚が提出した無実を訴える私信を発見。裁判所は、この私信を正式の再審請求として受理して審理を開始。その過程で谷口死刑囚の無実を確信するに至ったが、他の陪席裁判官の反対があって再審を断念する。
1970年（昭和45年）8月に高松地方裁判所丸亀支部長判事を退官、弁護士として再出発。自ら谷口被告人の弁護人として新たに再審請求を行った。後に高松弁護士会より公務員として担当した事件を弁護士として取り扱うことを禁ずる弁護士法に触れる行為をしたとして懲戒処分を受ける。財田川事件の再審請求は地裁（矢野裁判長の後任裁判官による棄却）・高裁と棄却され、最高裁に特別抗告する。
1976年（昭和51年）、最高裁判所は地裁・高裁の再審請求棄却決定に審理不尽の違法があるとして本件を地裁に差し戻す旨の決定をし、再審開始の要件について判示したいわゆる「財田川差戻し決定」を出す。その中で異例なことに、矢野の再審請求について「まだ審議されていない証拠を『無罪の明確な証拠である』といたずらに世論を煽り、再審を強引に行わせようとしている」と咎めている。これに対して鎌田慧は、「騒ぎたてなければ正義は降ってこない。矢野の活動なくして、最高裁はこのような決定をおこなったであろうか」と最高裁判所を批判している
。1979年（昭和54年）6月7日に高松地方裁判所は再審開始を決定し、1981年（昭和56年）3月14日に検察側の即時抗告が棄却されたため再審が始まった。
1983年（昭和58年）3月18日、公判途中に71歳で死去。翌1984年（昭和59年）3月12日に財田川事件で無罪判決が言い渡された。

## 著書
- 『財田川暗黒裁判』（立風書房）（1975年）